# Parapsammophila erythrocephala
Parapsammophila erythrocephala là một loài côn trùng cánh màng trong họ Sphecidae, thuộc chi Parapsammophila. Loài này được Fabricius miêu tả khoa học đầu tiên năm 1781.